# Sant Pau (Reiners)
Sant Pau és un veïnat del terme comunal de Reiners, a la comarca del Vallespir (Catalunya del Nord). La seva església de Sant Pau, i per extensió el veïnat, és conegut popularment amb els noms de Sant Pau dels Enamorats o Sant Pau de les Botifarres.
Està situat a l'extrem de llevant del terme de Reiners, a l'esquerra del Tec. És al nord, i davant per davant a l'altre costat del riu, del veïnat de la Cabanassa.
El veïnat primigeni, anomenat el Vilar d'Asnar l'any 930, era d'hàbitat dispers a l'entorn de l'església de Sant Pau d'Envistadors, però al llarg del darrer terç del segle XX i primers anys del XXI s'ha desenvolupat a ponent seu el nou barri del Mas de Sant Pau, també a l'esquerra del Tec, entre Sant Pau d'Envistadors i El Vilar de Reiners.

## Etimologia
El nom del veïnat procedeix del de l'ermita de Sant Pau d'Envistadors, o de les Botifarres, al voltant de la qual es formà inicialment el veïnat.